# Dávid Skokan
Dávid Skokan (* 6. prosince 1988 Poprad) je slovenský hokejový útočník hrající ve slovenské nejvyšší soutěži za tým HK Poprad.

## Kluby podle sezon
- 2003/2004 – HK Poprad
- 2004/2005 – HK Poprad
- 2005/2006 – Rimouski Océanic
- 2006/2007 – Rimouski Océanic
- 2007/2008 – Rimouski Océanic
- 2008/2009 – HK Poprad
- 2009/2010 – HC Slovan Bratislava
- 2010/2011 – HC Slovan Bratislava
- 2011/2012 – HC Slovan Bratislava
- 2012/2013 – HK Poprad, HC Slavia Praha
- 2013/2014 – HC Slavia Praha
- 2014/2015 – Mountfield HK
- 2016/2017 – Piráti Chomutov
- 2017/2018 – Piráti Chomutov
- 2018/2019 – Piráti Chomutov, HC Dynamo Pardubice, Löwen Frankfurt
- 2019/2020 – HC Košice
- 2020/2021 – HK Poprad
- 2021/2022 – HK Poprad

## Reprezentace
V roce 2014 ho trenér Slovenska Vladimír Vůjtek vzal na mistrovství světa 2014 v Bělorusku.
| Rok                       | Tým                       | Soutěž                    | Z                         | G  | A | B  | TM |    |
| ------------------------- | ------------------------- | ------------------------- | ------------------------- | -- | - | -- | -- | -- |
| 2006                      | Slovensko 20              | MSJ                       | 3                         | 0  | 1 | 1  | 4  |    |
| 2007                      | Slovensko 20              | MSJ                       | 6                         | 0  | 2 | 2  | 22 |    |
| 2008                      | Slovensko 20              | MSJ                       | 6                         | 2  | 6 | 8  | 6  |    |
| 2014                      | Slovensko                 | MS                        | 7                         | 0  | 0 | 0  | 4  |    |
| 2017                      | Slovensko                 | MS                        | 3                         | 0  | 1 | 1  | 0  |    |
| Juniorská kariéra celkově | Juniorská kariéra celkově | Juniorská kariéra celkově | Juniorská kariéra celkově | 20 | 3 | 13 | 16 | 46 |
| Seniorská kariéra celkově | Seniorská kariéra celkově | Seniorská kariéra celkově | Seniorská kariéra celkově | 10 | 0 | 1  | 1  | 4  |